# 独立工人党
独立工人党（法語：Parti ouvrier indépendant，缩写为POI）是法国的一个极左翼政党。该党成立于2008年6月15日，在原来的工人党基础上组建。成立时，该党宣称拥有10000名党员。该党实行中央委员会集体领导。该党的总部位于巴黎。该党出版周报《工人信息》。
该党内部有4个派系：
- 国际主义共产主义潮流。原第四国际 (重建国际中心)法国支部，该党内部最大的派系。
- 共产主义汇合。其成员多为法国共产党前成员。
- 一个由社会党和公民与共和运动前成员组成的派系。
- 一个无政府工团主义派系

2015年11月下旬，该党发生分裂，部分党员另组民主独立工人党。